# 本町 (会津若松市)
本町（ほんまち）は、福島県会津若松市にある町。郵便番号は965-0862。

## 概要
会津若松市市街地の西部に位置しており、諏訪神社付近から西側は只見線付近までを町域とする。
町名は、蘆名氏が現在の当町付近に居館を構えたことによる。ただし、蘆名氏はその後黒川城へ移っている。

## 地理
会津盆地の南東部に位置する会津地方の中心都市、会津若松市の北西部に位置する。周囲の地域とともに阿賀川の支流、湯川、溷川やその支流などにより形成された扇状地上に発達した会津若松市の中心市街地の一部を形作る。東は西栄町、山鹿町、西は緑町、南は湯川町、新横町、北は日新町に接する。

## 歴史

### 中世
前述のように、現在の当町周辺には蘆名氏の居館があったとされている。

### 近世
江戸時代、会津藩により周辺が治められていた時代において、現在の本町周辺は融通寺町（ゆつうじまち）、桂林寺町（けいりんじまち）、諏訪四谷（すわよつや）、など若松城（鶴ヶ城）下の一部だった。

#### 各町の概要

##### 融通寺町
融通寺町（ゆつうじまち）は、若松城下の城郭外、当時の下町に属する町で、融通寺口郭門から北に続き、西名古屋町に至る幅4間の通りであった。浄土宗城安寺があり、これは融通寺が文禄元年に大町に移転した跡にあるとされる。大正、昭和期には葛岡家、遠藤現夢を輩出した瀧口家といった市内豪商の一角が味噌醤油醸造を営み、昭和時代には呉服商などの商店が多かったとされている。

##### 桂林寺町
桂林寺町は若松城下の城郭外北部、下町に属する町で、桂林寺町口郭門から北方向に七日町まで続く通りであった。町名は、桂林寺と呼ばれる道場がかつて存在していたことによるとされる。また、桂林寺町内にかつてあった成就寺、浄光寺などの跡地は町屋敷となっており、主に商人が住んでいたとされる。

##### 諏訪四谷
諏訪四谷（すわよつや）は若松城下の城郭外北西部、当時の下町に属する町で、桂林寺町の南側から諏訪神社の近くを経由して融通寺町（ゆつうじまち）に至る小路であった。また、蒲生氏郷による外濠の営築以前は諏訪神社の境内であったとされているほか、職人が多く住んでいたとされる。

### 近代
若松城下に大きな被害を残した戊辰戦争ののち、明治時代に入ると、江戸時代からの若松城下の町は再編された。現在の本町周辺では、本丁、米代、小田垣、横道、権現下郭に加えて、小田町、半兵衛町のそれぞれ一部（加えて外小田垣を含むと考えられている）が合わさり、若松栄町となったほか、桂林寺町は若松桂林寺町、諏訪四谷は若松諏訪四谷、赤井町は若松赤井町、融通寺町は若松融通寺町、西名子屋町は若松西名子屋町と若松を冠称するようになった。このうち、栄町の町名は、戊辰戦争により周辺の地域が大きな被害を受けたため、以後栄えることを願い付けられたものされている。その後、これらの町は1889年に町村制の施行によりそれぞれ若松町内の町名となったほか、合わせて若松を冠称しない栄町、桂林寺町、諏訪四谷、赤井町、融通寺町、西名子屋町の町名となった。1899年には若松町の市制施行によりそれぞれ若松市の町名となる。
また、後に一部分が本町の一部となる神指村が1889年に成立している。

### 現代
1955年、当時の若松市と高野村、一箕村、神指村、門田村、東山村、大戸村、湊村が合併、会津若松市となったことから、以後栄町、桂林寺町、諏訪四谷など周辺の地域は同市の町となる。その後、1960年代に会津若松市の住居表示が実施され、現在の本町周辺も対象となる。そして、1965年、旧来の諏訪四谷、加えて旧栄町、桂林寺町、赤井町、西名古屋町、融通寺町、神指町大字黒川のそれぞれ一部により本町が誕生し、現在に至る。

## 町名の変遷
| 実施後 | 実施年月日               | 実施前                 |
| ------ | ------------------------ | ---------------------- |
| 本町   | 1965年（昭和40年）2月1日 | 諏訪四谷               |
| 本町   | 1965年（昭和40年）2月1日 | 桂林寺町（一部）       |
| 本町   | 1965年（昭和40年）2月1日 | 栄町（一部）           |
| 本町   | 1965年（昭和40年）2月1日 | 融通寺町（一部）       |
| 本町   | 1965年（昭和40年）2月1日 | 西名子屋町（一部）     |
| 本町   | 1965年（昭和40年）2月1日 | 赤井町（一部）         |
| 本町   | 1965年（昭和40年）2月1日 | 神指町大字黒川（一部） |

## 世帯数と人口
2017年（平成29年）8月1日現在の世帯数と人口は以下の通りである。
| 町丁 | 世帯数  | 人口    |
| ---- | ------- | ------- |
| 本町 | 579世帯 | 1,203人 |

## 交通

### 鉄道
- 東日本旅客鉄道 - 只見線
  - 町域西側を経由する。当町内に駅は無い。

### バス
町域東側を通る会津若松市道などで会津乗合自動車によるバスが運行されている。

#### 系統
- 市内1コース
- 市内2コース
- 市内5コース
- 市内6コース

- 永井野線
- 本郷線
- 新鶴線

### 道路
- 福島県道59号会津若松三島線

## 施設
- 会津若松本町郵便局
- 竹田看護専門学校
- 東邦銀行会津本町支店

## 神社、寺院、史跡、観光地など
- 諏訪神社
- 青麻神社
- 小館山稲荷神社
- 極楽寺